# 120 de bătăi pe minut
120 de bătăi pe minut (în franceză: 120 Battements par minute) este un film dramatic din 2017 ce are ca temă homosexualitatea și răspândirea maladiei SIDA în Franța anilor '90.
Filmul este o critică la adresa societății bigote și ipocrite, a politicienilor indiferenți și a lăcomiei marilor companii farmaceutice. Pelicula a stârnit vii controverse încă din momentul lansării.
Premiera a avut loc la 20 mai 2017 în cadrul Festivalului de la Cannes.
În iulie 2017 filmul a fost nominalizat pentru Premiul LUX.

## Subiectul
La începutul anilor 1990 s-a constatat că deja trecuseră zece ani de când maladia SIDA s-a răspândit în întreaga lume. Membrii asociației Act Up-Paris se mobilizează pentru a lupta împotriva indiferenței generale. Nathan, nou venit în asociație, este uimit de radicalitatea lui Sean. Thibault, liderul grupului, reușește, cu pragmatism, să mențină echilibrul și să obțină un fel de angajament din partea oficialilor și a unui lanț de farmacii.